# Arnoglossus thori
L'  Arnoglossus thori, noto in italiano come suacia mora, è un pesce osseo marino della famiglia Bothidae.

## Distribuzione e habitat
È presente nel mar Mediterraneo e nell'Oceano Atlantico orientale tra l'Irlanda e l'Inghilterra meridionali a nord e il Senegal a sud. Nei mari italiani è comune.
Vive su fondali molli tra i 15 ed i 300 metri di profondità. È più litorale delle altre suace.

## Descrizione
È molto simile alla suacia ed alla suacia imperiale. Si distingue dalla prima per avere un raggio allungato all'inizio della pinna dorsale con un'espansione cutanea a bandierina. La suacia imperiale ha più raggi allungati mentre la suacia mora solo il 2° (talvolta anche il 1° ed il 3° sono liberi dalla membrana della pinna ma non sono allungati).
La colorazione è bruna con marezzature più scure e più chiare, molto variabile.
Misura fino a 15–20 cm di lunghezza.

## Biologia
Utilizza il raggio libero della pinna dorsale per cercare le sue prede nel sedimento.

### Alimentazione
Si ciba di crostacei del benthos.

### Riproduzione
Avviene tutto l'anno.

## Pesca
Non abbocca agli ami e si può catturare solo con le reti a strascico. Le carni sono buone ma, date le minime dimensioni, si usano solo per le fritture.

## Specie affini
La suacia cianchetta (Arnoglossus rueppelii Cocco, 1844) si riconosce facilmente dalle altre suace perché il suo corpo è molto più stretto (corpo spesso 1/5 della lunghezza). Non ha raggi allungati nella pinna dorsale.  La colorazione è beige o giallastra, chiara. Vive in acque piuttosto profonde, fin oltre 200 metri. È presente nel mar Mediterraneo occidentale (compreso il mar Adriatico) e nella parte più vicina dell'Oceano Atlantico. La sua biologia è poco nota.